# Sonic Team
Sonic Team (SONICTEAM, Sonikku Chīmu) és una empresa japonesa desenvolupadora de videojocs establerta a Ōta, Tòquio (Japó) en el 1990, originalment coneguda com a Sega AM8. La divisió amb seu al Japó és també coneguda com a G.E. Department Global Entertainment. L'estudi ha col·laborat amb diversos estudis de japonesos de la casa, així com amb altres estudis amb seu als Estats Units com ara STI i Visual Concepts. Sonic Team és àmpliament coneguda per la seva tasca a la saga Sonic the Hedgehog.